# IC 2995
IC 2995 — галактика типу SBc () у сузір'ї Гідра.
Цей об'єкт міститься в оригінальній редакції індексного каталогу.